# Doesburgerbuurt
De Doesburgerbuurt is een buurtschap ten noorden van de Gelderse plaats Ede in de gelijknamige gemeente.
Het ligt in een overwegend agrarisch gebied, grenzend aan de Veluwe. De nabijgelegen Doesburgerdijk markeert de noordgrens van de Edese nieuwbouwwijk Kernhem. Door de buurtschap loopt de zogenaamde Kippenlijn. Vanaf 1902 had de trein hier een stopplaats. Deze halte is op 15 mei 1930 weer opgeheven. In de buurtschap bevindt zich de Doesburgermolen. Dit is een van de oudste molens van Nederland. Ten oosten van de Doesburgerbuurt, aan de Zonneoordlaan richting de Driesprong, lag aan het begin van de 20ste eeuw het Vliegkamp Ede op de Doesburger Heide. Johan Hilgers vloog hier in 1910 als eerste Nederlander boven Nederlands grondgebied. Tegenwoordig is diteen bosgebied met een camping.

## Buurt
De Doesburgerbuurt was een min of meer onafhankelijke buurschap. Er was een eigen buurtbestuur met een buurtmeester en buurtrichters. In 1902 werden de gronden verkocht en was er geen bestaansrecht meer. Eenzelfde situatie bestond in de buurt Manen ten zuiden van Ede, die in 1911 ophield te bestaan. De oude buurt Veldhuizen bestaat nog steeds.

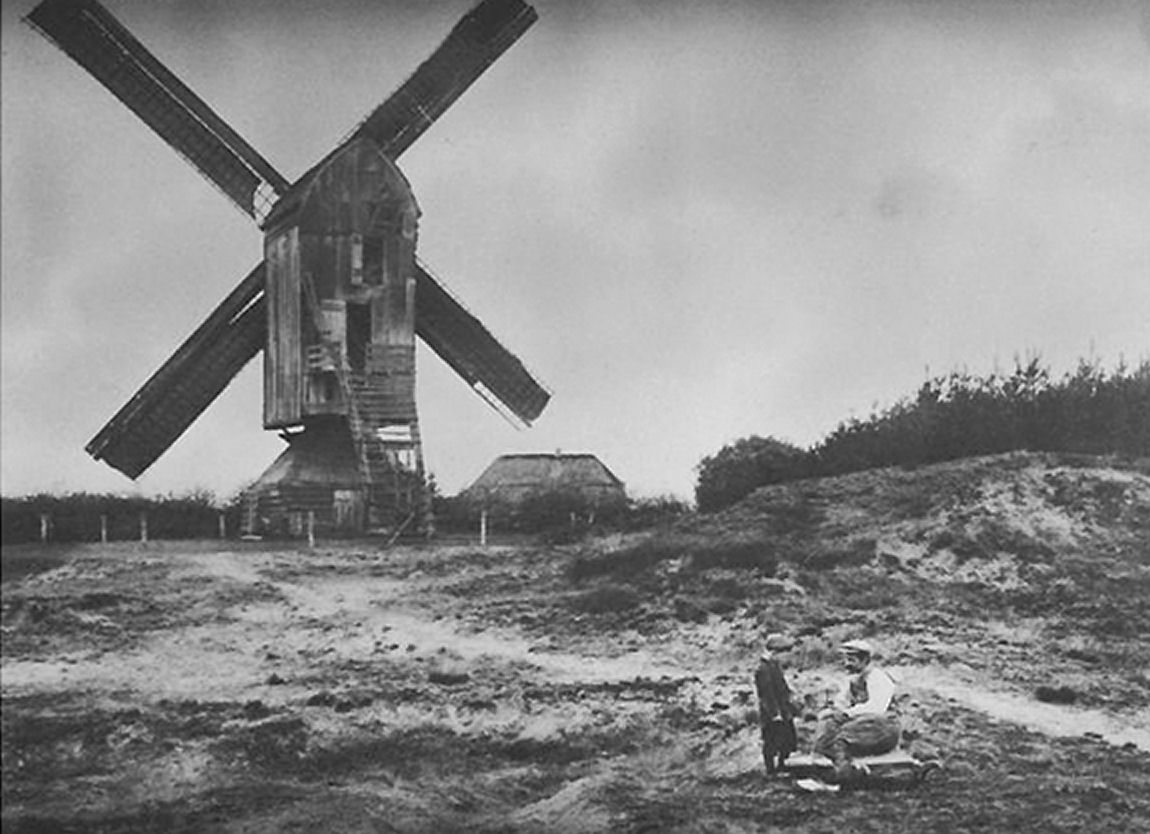
De Doesburgerbuurt met molen in vroeger tijden
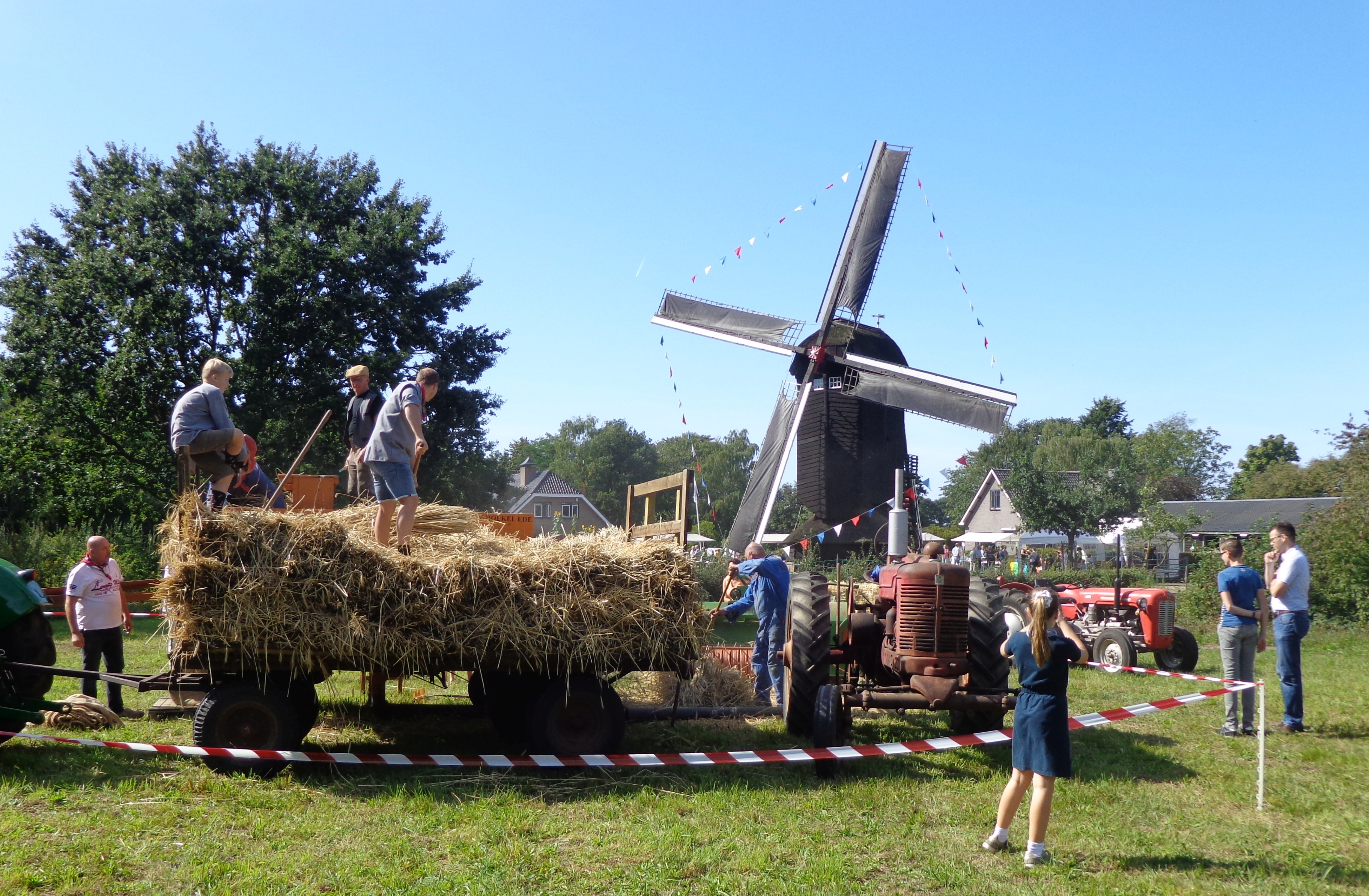
Oogstfeest bij de Doesburgermolen
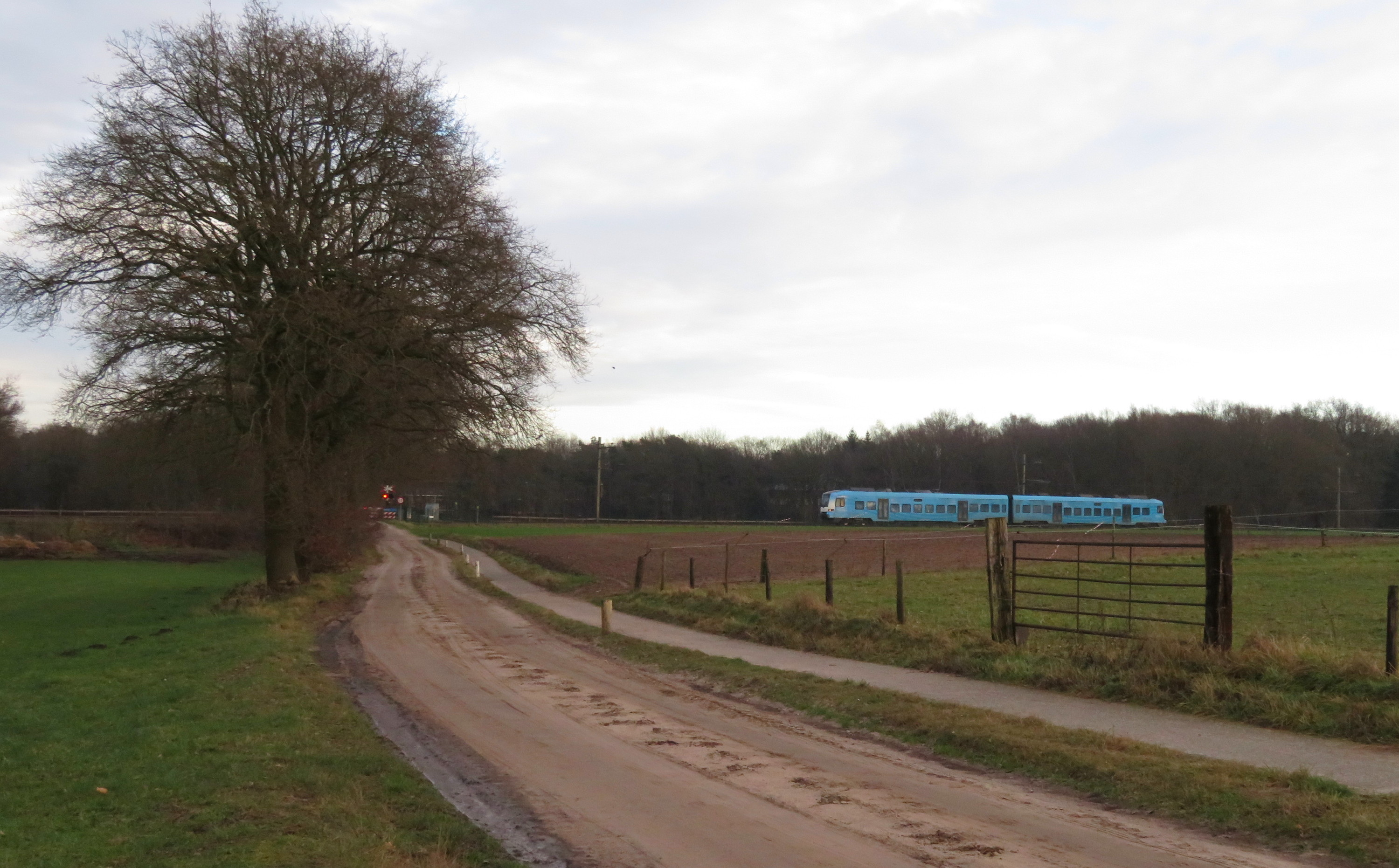
De Valleilijn (Kippenlijn) bij de Woutersweg